# 中華民国国軍の階級
中華民国国軍の階級は中華民国の軍事組織において、その構成員の上下関係を明確にするために定められた序列である。本項では国民政府が台湾に移転した後の中華民国軍事組織の階級について述べる。

1949年に中華民国国民政府が台湾へ移転後、中華民国国軍は特級上将の廃止および士官長の新設を行っているが、それ以外は基本的に1949年以前の階級制度を引き継いでいる。

## 現在の階級
現在の中華民国国軍の士官及び下士官の階級（官等、官階）は1980年6月29日に公布された「陸海空軍軍官士官任官條例」で、兵の階級（等級）は2002年2月27日に修正された「常備兵補充兵服役規則」や2003年2月6日に修正された「志願士兵服役條例」で次のように定められている。
|        | 階級                    | 陸軍階級章 | 海軍階級章 | 海兵階級章 | 空軍階級章 |
| ------ | ----------------------- | ---------- | ---------- | ---------- | ---------- |
| 将官   | 一級上將 （上級大将）   |            |            |            |            |
| 将官   | 二級上將 （大将）       |            |            |            |            |
| 将官   | 中將 （中将）           |            |            |            |            |
| 将官   | 少將 （少将）           |            |            |            |            |
| 佐官   | 上校 （大佐）           |            |            |            |            |
| 佐官   | 中校 （中佐）           |            |            |            |            |
| 佐官   | 少校 （少佐）           |            |            |            |            |
| 尉官   | 上尉 （大尉）           |            |            |            |            |
| 尉官   | 中尉                    |            |            |            |            |
| 尉官   | 少尉                    |            |            |            |            |
| 下士官 | 一等士官長 （先任曹長） |            |            |            |            |
| 下士官 | 二等士官長              |            |            |            |            |
| 下士官 | 三等士官長              |            |            |            |            |
| 下士官 | 上士 （曹長）           |            |            |            |            |
| 下士官 | 中士 （軍曹）           |            |            |            |            |
| 下士官 | 下士 （伍長）           |            |            |            |            |
| 士兵   | 上等兵                  |            |            |            |            |
| 士兵   | 一等兵                  |            |            |            |            |
| 士兵   | 二等兵                  |            |            |            |            |

### 廃止された階級

特級上将の肩当て(陸軍)

特級上将の肩当て(海軍)

- 特級上将：階級章は5つ星
1935年3月30日、中華民国国民政府は「特級上将授任條例」を制定し、中華民国陸、海、空軍最高司令官を任命するため特級上将が規定された。肩章に5つ星があるので五星上将とも呼ばれた、1935年4月1日、国民政府主席林森は蔣介石を特級上将に任命した、中華民国国軍の将軍でこの階級に任命されたのは蔣介石ただ一人である。なお中国国民党が初めて野党となった2000年、その年の11月1日をもって「特級上將授任條例」は廃止された。

海軍代将の肩当て

- 海軍代将:1935年制定。当時ドイツ軍の階級制度を範としていたため。1956年に廃止。
- 准尉
現在は除隊や叙勲に関する規定が残るのみ。少尉の下、上士の上の准士官の階級であった。